# Hell to the Liars
Hell to the Liars is een nummer van de Britse band London Grammar uit 2017. Het is zesde en laatste single van hun tweede studioalbum Truth Is a Beautiful Thing.
Het nummer begint met enkel de stem van frontvrouw Hannah Reid met een pianonoot. Langzaam bouwt het nummer op richting een climax en komen er met mondjesmaat gitaren in het geheel.
De originele versie van het nummer bereikte nergens de hitlijsten. Twee maanden voordat het origineel op single verscheen, bracht de Deense dj Kölsch een remix van het nummer uit. Deze remix werd een klein (radio)hitje in Vlaanderen. Het bereikte er de 12e positie in de Tipparade.